# Arturo Pérez Palavecino
Arturo Pérez Palavecino (Ninhue, provincia de Ñuble, Chile, 21 de marzo de 1936-Talcahuano, provincia de Concepción, Chile, 16 de agosto de 2009) fue un abogado y político chileno.

## Primeros años de vida
Fue hijo de Juan Pérez y Rosa Elvira Palavecino. Los estudios básicos los realizó en San Nicolás y la enseñanza media, en el Liceo México de Chillán. Se integró al Partido Socialista de Chile, a los 14 años. 
Estudió Derecho en la Universidad de Chile, iniciando en la Sede Valparaíso (actual Universidad de Valparaíso) y terminando la carrera en Santiago, donde obtuvo el título de abogado en 1962. Durante esa época fue dirigente estudiantil.
Formó parte del estudio jurídico de Erich Schnake y Hernán Vodanovic, bufete dedicado especialmente a la defensa de los derechos laborales de los trabajadores. 
En 1960 se casó con Alma Verde-Ramo, y tuvieron tres hijos: Ariel Gagarin, Scipión Arturo y Álvaro Lenin, quienes le dieron seis nietos.
En 1964 se fue a radicar a Parral, y en 1967 a Los Ángeles, donde desarrolló su vida laboral y política. 
Trabajó entonces, como abogado de la Corporación de Reforma Agraria, CORA y fue profesor del Instituto Comercial de Los Ángeles.

## Su vida política
En 1968 fue nombrado candidato a regidor por Los Ángeles, pero no resultó elegido. Entonces se dedicó a labores partidarias, y apoyó significativamente a la elección del expresidente Salvador Allende Gossens. 
En 1970 fue nombrado agente de la Corporación de Fomento de la Producción, CORFO, y gestionó recursos para el desarrollo campesino y productivo de la provincia. 
En 1970 fue elegido regidor por Los Ángeles. 
En 1973 fue elegido diputado por la Decimonovena Agrupación Departamental "La Laja, Nacimiento y Mulchén", 1973-1977. Integró la Comisión Permanente de Constitución, Legislación y Justicia; y la de Economía, Fomento y Reconstrucción.
El Golpe Militar del 11 de septiembre de 1973, puso término anticipado al período. El Decreto-Ley 27, de 21 de septiembre de ese año, disolvió el Congreso Nacional y declaró cesadas las funciones parlamentarias a contar de esa fecha.

## Su exilio
El 11 de septiembre de 1973 fue detenido, encarcelado y torturado. Su esposa también fue detenida.
El 21 de marzo de 1975 fue expulsado a México, donde después de unos meses pudo reunirse con su familia. Trabajó como académico en la Universidad de Tapachula, Estado de Chiapas, en el sur de México. 

## El retorno a su país
En septiembre de 1984, retornó al país y a Los Ángeles.
Se incorporó al Movimiento Democrático Popular, Comando del NO y Concertación. 
Fue Seremi de Bienes Nacionales en la región del Bío-Bío, durante el gobierno de Patricio Aylwin Azócar; desde este puesto, logró la recuperación de la Sede de la CUT provincial, junto a Gabriel Rivera Sotomayor gestionó el comodato para la edificación de la Casa de la Asociación Gremial de Pensionados y Jubilados de la Provincia de Bío-Bío. 
Fue concejal por Los Ángeles, entre los años 2000 y 2004. 
En julio de 2009, participó de una ceremonia en la cual se inauguró, con su nombre, la sede provincial del Partido Socialista de Los Ángeles. 
Fue miembro del Colegio de Abogados de Bío Bío, A.G. 

## Su veta artística
Arturo Pérez Palavecino no sólo fue abogado y político, sino también artista. Su gusto por las tablas lo llevó a ser parte del grupo de fundadores de la Compañía de Teatro de Los Ángeles.
Desde 1995 participó ininterrumpidamente en los montajes La niña del Queuco, Las Noches de San Juan en Rere, La Casa de las Sirenas y Bajo la Luna de Los Ángeles, siendo esta última presentada en el Palacio Ariztía y transmitida por el canal de la Cámara de Diputados.
En cortometrajes estuvo presente en Los Tricicleros, Vidas al Sur (Con actores angelinos como Felipe Muñoz y Carolina Canales), Esperando los 65 y en Citcom o comedia de situaciones, donde participó junto al actor Roberto Poblete.

## Su partida final
Falleció en el Hospital Las Higueras de Talcahuano, producto de un cáncer pulmonar terminal. Sus restos fueron trasladados a Los Ángeles, donde fue despedido en el Cementerio Parque del Sur de esta ciudad.

## Historial electoral

### Elecciones parlamentarias de 1973
- Elecciones parlamentarias de 1973 para la 19ª Agrupación Departamental de La Laja, Nacimiento y Mulchén[1]

### Elecciones municipales de 2000
- Elecciones Municipales de 2000, para Los Ángeles[2]